# Савченко Анатолій Григорович
Анатолій Григорович Савченко — заслужений економіст України, доктор економічних наук, професор, завідувач кафедрою національної економіки та публічного управління Київського національного економічного університету.

## Наукова діяльність
Червень 1987—2008 рік — очолював кафедру національної економіки та публічного управління КНЕУ.

## Нагороди
- Заслужений економіст України — 14 листопада 2006 року[2].

## Праці
- Савченко А. Г. Ціни і ціноутворення в промисловості місцевих будівельних матеріалів: монографія. — 1976.
- (рос.) Савченко А. Г., Яремчук А. Г. Цены и ценообразование в СССР: учеб. пособие для студентов экономических специальностей вузов. — Киев : Вища школа, 1978. — 312 с.
- Савченко А. Г. Ціноутворюючі фактори в соціалістичному господарстві: монографія. — 1983.

- Савченко А. Г., Яремчук А. Г. Планове ціноутворення: підручник. — 1984.
- Макроекономіка: Підручник для студ. вищих навч. закл / А. Г. Савченко, Г. О. Пухтаєвич, О. М. Тітьонко. — Київ : Либідь, 1999. — 288 с. — ISBN 966-06-0121-2.
- Савченко А. Г. Макроекономічна політика: навч. посіб. — Київ : КНЕУ, 2001. — 166 с. — 1 500 прим. — ISBN 966-574-223-X.
- Савченко А. Г. Макроекономічна політика: Навч.-метод. посібник для самост. вивч. дисц. — Київ : КНЕУ, 2002. — 135 с. — ISBN 966-574-403-8.
- Макроекономіка: підручник / А. Г. Савченко. — Київ : КНЕУ, 2005. — 441 с. — ISBN 966-574-781-9.
- Макроекономіка: підручник / А. Г. Савченко. — 2-ге вид., без змін. — Київ : КНЕУ, 2007. — 442 с. — ISBN 966-574-781-9.
- Малий І. Й. , Савченко А. Г. , Волощенко В.С. та ін. Макроекономічна політика: навчальний посібник. — 2013.